# Bewag (Berlin)
Die Bewag (für: Berliner Städtische Elektrizitätswerke Akt.-Ges.; Eigenschreibweise teilweise auch: BEWAG) war ein städtisches Energieversorgungsunternehmen mit Sitz in Berlin. Seit 1884 versorgte das zunächst private Unternehmen die Stadt Berlin mit Strom. 1915 übernahm die Stadt das Unternehmen, das bis 1931 in ihrem alleinigen Eigentum blieb. Netz und Anlagen wurden in dieser Zeit umfassend modernisiert und ausgebaut. Auf dem Höhepunkt der Weltwirtschaftskrise verkaufte die Stadt Berlin im Mai 1931 in einer akuten Haushaltsnotlage das hochprofitable Energieversorgungsunternehmen an ein Konsortium privater und öffentlicher Investoren und erhielt im Zuge dieser umstrittenen Transaktion zunächst nur eine Minderheitsbeteiligung an der zu diesem Zweck gegründeten Berliner Kraft- und Licht-Aktiengesellschaft (Bekula). Mit der Spaltung Berlins wurde 1948 auch die Bewag geteilt. Die Bewag im Westteil Berlins blieb eine Aktiengesellschaft, an der die Stadt eine knappe Mehrheit der Anteile hielt. Nach dem Ende der DDR übernahm die Bewag zum 1. Januar 1993 das Energiekombinat Berlin im Ostteil der Stadt. Zu Beginn des 21. Jahrhunderts wurde das Unternehmen in mehreren Schritten an den Vattenfall-Konzern verkauft. Unter dem Namen Vattenfall Europe Berlin führte die Vattenfall Europe AG zwischen 2006 und 2009 das operative Geschäft der früheren Bewag fort, bevor das Unternehmen aufgeteilt und dann aus dem Handelsregister gelöscht wurde.

## Geschichte

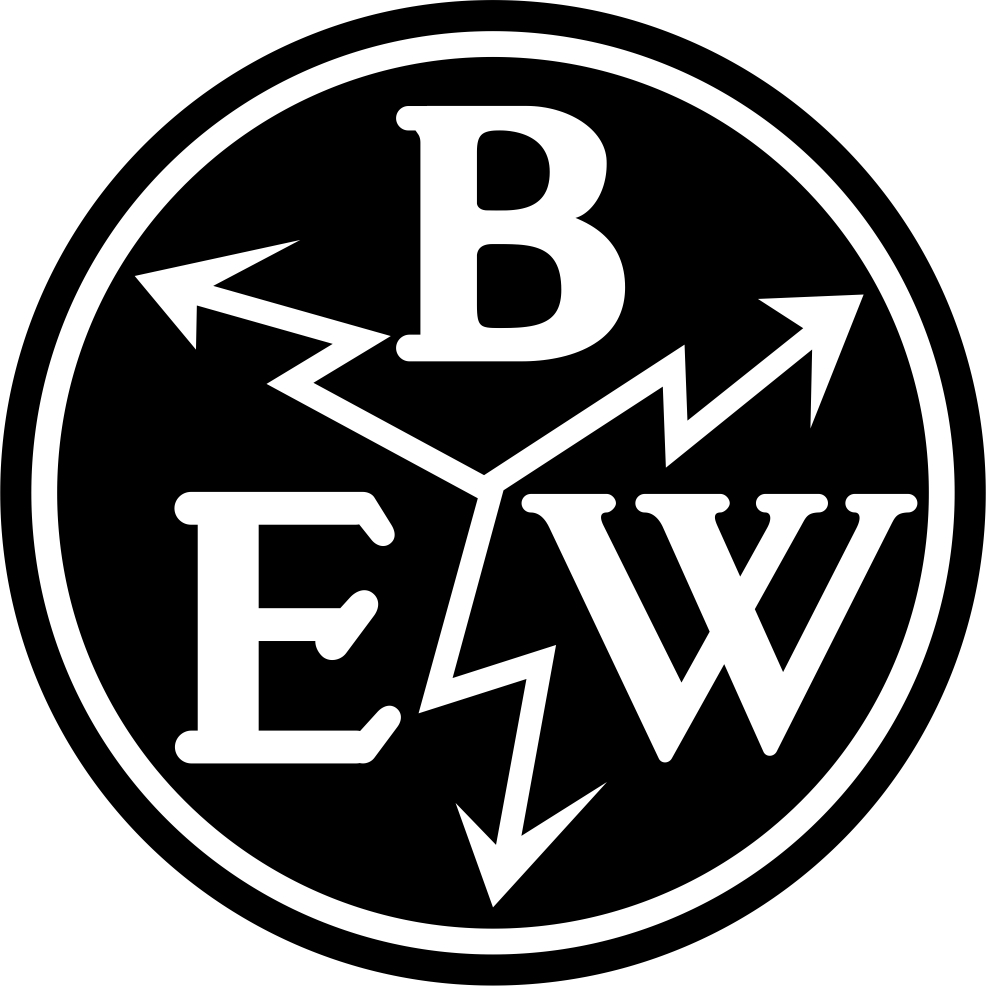
Logo der Berliner Elektricitäts-Werke (BEW), 1887

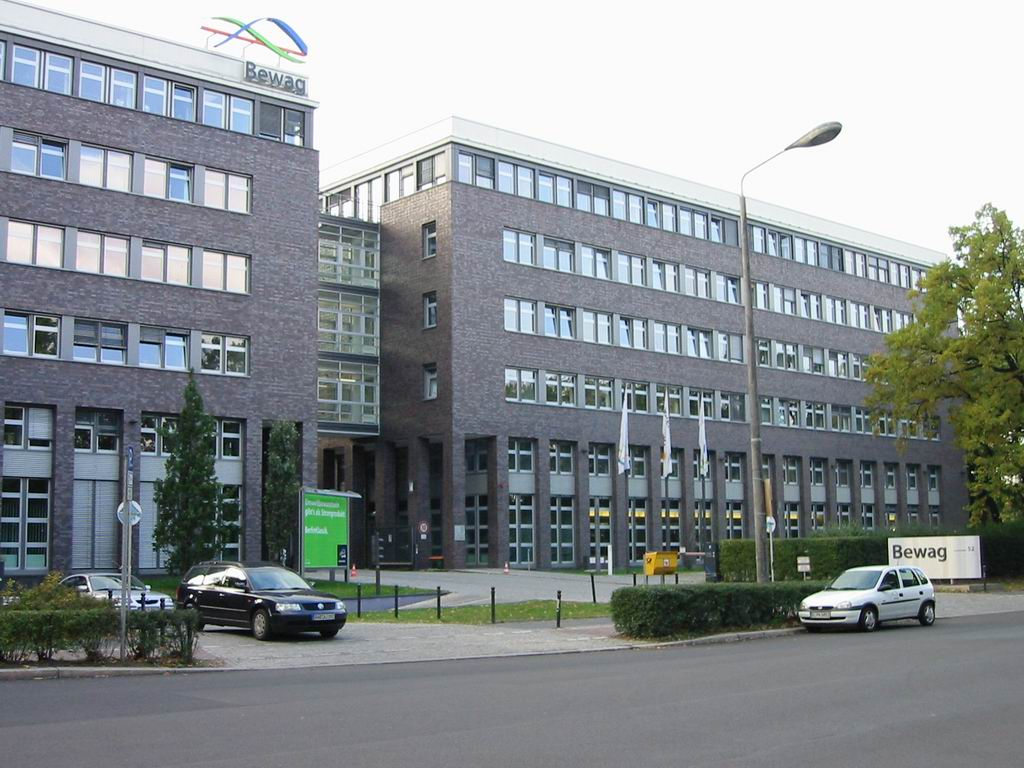
Hauptverwaltung im Schlesischen Busch in Alt-Treptow

Am 8. Mai 1884 wurde die Bewag als Städtische Electricitäts-Werke (A.G.StEW) von der Deutschen Edison-Gesellschaft gegründet. Bereits am 12. August trat die AGStEW in den Konzessionsvertrag der Stadt Berlin ein und übernahm damit die Aufgabe der Stromversorgung für Berlin. Mit der Centralstation Markgrafenstraße entstand das erste öffentliche Elektrizitätswerk Deutschlands. Als Mitbegründer und erster Vorsitzender des Aufsichtsrates gilt Hugo Landau, der zudem noch in anderen größeren Unternehmen tätig war.

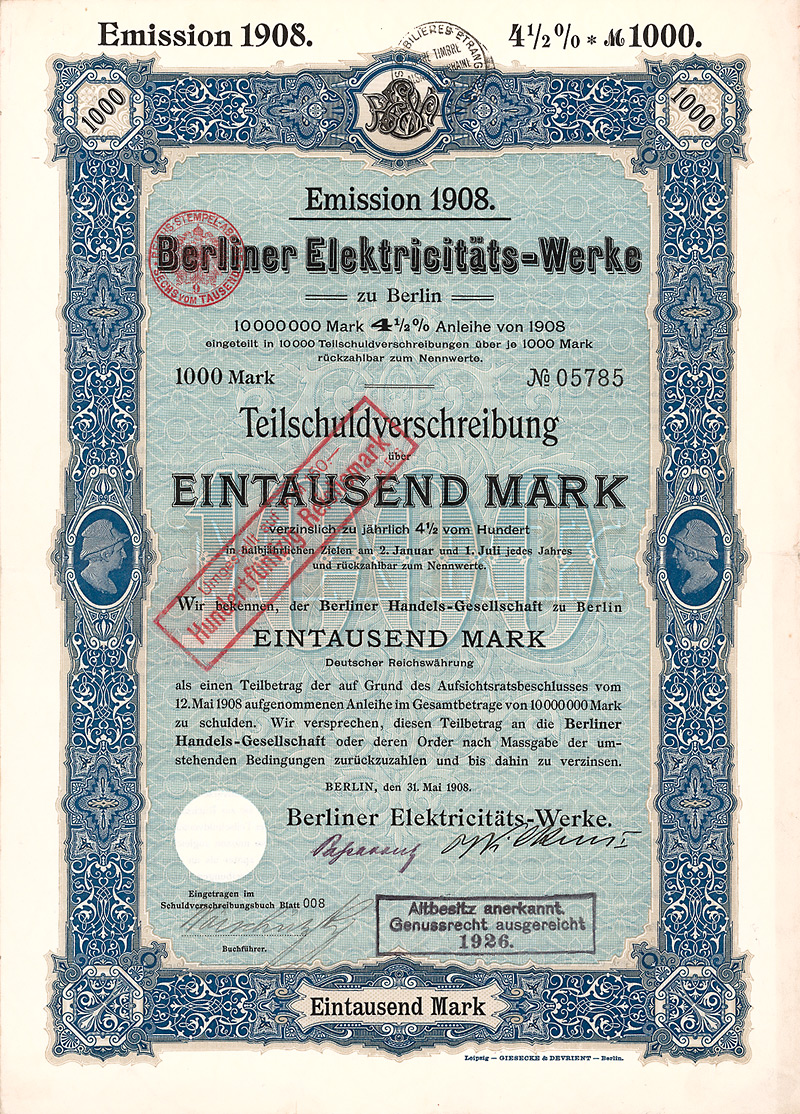
Teilschuldverschreibung über 1000 Mark der Berliner Elektricitäts-Werke vom 31. Mai 1908

Aktie über 100 Reichsmark der Berliner Kraft- und Licht (BEWAG)-AG vom Dezember 1942

Am 1. Oktober 1887 übernahm die AEG die Verwaltung der A.G.StEW, die seitdem Berliner Elektricitäts-Werke (BEW) hieß. Mit dem Kraftwerk Oberspree wurde 1897 das erste Drehstrom-Kraftwerk Deutschlands in Betrieb genommen.
Am 1. Oktober 1915 übernahm dann der Berliner Magistrat die BEW-Anlagen und große Teile der Mitarbeiter und benannte das Unternehmen um in Städtische Elektrizitätswerke Berlin (StEW). Der Kaufpreis betrug 132,4 Millionen Mark. Die BEW und ihre Beteiligungen blieben erhalten. Die BEW wurde eine Holding und firmierte seitdem als Bank Elektrischer Werte. Schließlich übernahm am 24. November 1923 die neu gegründete privatrechtliche Betriebs- und Verkaufsgesellschaft Berliner Städtische Elektrizitätswerke Akt.-Ges. (Bewag) den Betrieb der Anlagen der StEW von der Stadt Berlin im Rahmen eines Pachtvertrags. Die Stadt blieb Eigentümer der Anlagen. Alleiniger Eigentümer des Aktienkapitals der Bewag (15 Millionen Reichsmark) war ebenfalls die Stadt Berlin.
Nach 1918 wurden die – mit Ausnahme des Kraftwerks Rummelsburg – überwiegend überalterten, zu kleinen und während des Krieges zum Teil verschlissenen Elektrizitätswerke mit hohem finanziellen Aufwand modernisiert. Außerdem wurden zwei neue Großkraftwerke errichtet: das Kraftwerk Klingenberg (Inbetriebnahme 1926) und das Kraftwerk West (Inbetriebnahme 1930). Die Kapazität des älteren Kraftwerks Charlottenburg wurde in zwei Ausbaustufen (1925 und 1929) bedeutend erweitert. In den 1920er Jahren kam es so zu einer sprunghaften Erweiterung der Stromerzeugungskapazität der Bewag. Gleichzeitig stieg der Stromverbrauch pro Kopf der Berliner Bevölkerung stark an: allein von 1924 bis 1929 von 130 kWh auf 372 kWh.
In der ersten Hälfte der 1930er Jahre belieferte die Bewag 91,6 % der Fläche und 87,5 % der Bevölkerung Berlins mit Strom. Abgesehen vom Ortsteil Buch (Städtisches Werk Buch) traten nur im Westen bzw. Südwesten Berlins noch andere Versorger auf. Der Ortsteil Wannsee wurde von den Städtischen Elektrizitätswerken Potsdam versorgt. Grunewald, Dahlem, Südende, Lankwitz, Marienfelde, Tempelhof und Mariendorf belieferte bis zum Ablauf des Konzessionsvertrages 1938 das Märkische Elektrizitätswerk AG, ein Gemeinschaftsunternehmen der Provinz Brandenburg sowie einiger Landkreise und Gemeinden, an dem nach der Bildung von Groß-Berlin 1920 auch die Stadt Berlin beteiligt war. Schöneberg, Wilmersdorf und Schmargendorf wurden von der mehrheitlich in Privatbesitz befindlichen Elektricitätswerk Südwest AG versorgt, die ihre Anlagen nach der Eingemeindung dieser Orte nach Berlin 1920 aber nicht mehr modernisierte und den wachsenden Mehrbedarf von der Bewag bezog. Ab Mitte 1922 bis zu seinem Tod 1935 war Martin Rehmer ordentliches Vorstandsmitglied und leitete die Bewag. Unter Rehmers Leitung und maßgeblichen Mitarbeit wurden die zwei neuen Großkraftwerke und der Umbau des Kraftwerks in Charlottenburg realisiert, wofür Rehmer durch die Technische Hochschule mit der Ehrendoktorwürde ausgezeichnet wurde.
Die Bewag blieb auch in der Weltwirtschaftskrise ein profitables Unternehmen, das hohe Überschüsse an die Stadt Berlin abführte (1930 zum Beispiel 58,7 Millionen Mark bzw. 36,9 % der Gesamteinnahmen). Dadurch wurde sie für privates Kapital interessant, das in der Krise nach gewinnversprechenden Anlagemöglichkeiten suchte. Gleichzeitig spitzte sich die Finanzlage der Stadt Berlin immer weiter zu. Am 8. Mai 1931 beschloss die Stadtverordnetenversammlung nach heftigen Auseinandersetzungen mit 104 gegen 100 Stimmen eine Vorlage des Magistrats, die vorsah, die Bewag an die zu diesem Zweck neu ins Handelsregister eingetragene Berliner Kraft- und Licht-Aktiengesellschaft (BKL oder Bekula) zu verkaufen. Die Bekula übernahm die Bewag als Tochtergesellschaft. Hinter der Bekula stand ein Konsortium, an dem staatliche Unternehmen (Seehandlung, Elektrowerke AG, PreussenElektra) sowie 23 private in- und ausländische Banken und Unternehmen beteiligt waren. Führend dabei waren die Gesfürel-Loewe AG sowie die belgische Sofina. Die Bekula wurde im Rahmen dieser Transaktion nicht nur Eigentümerin der Bewag, sondern auch der bislang der Stadt Berlin gehörenden, an die Bewag verpachteten Anlagen und Grundstücke. Die Stadt Berlin sollte als Kaufpreis sowie als Gegenleistung für das „Einbringen“ der Anlagen und Grundstücke eine Beteiligung am Aktienkapital der Bekula (240 Millionen Mark) in Höhe von 17,5 % (42 Millionen Mark), eine jährliche Konzessionsabgabe (22,4 Millionen Mark) und eine einmalige Barzahlung in Höhe von 208,5 Millionen Mark erhalten. Da auf diese Summe verschiedene Zahlungsverpflichtungen der Stadt Berlin gegenüber Mitgliedern des Konsortiums und auch die seit dem 1. Januar 1931 erfolgten Zahlungen der Bewag an die Stadt angerechnet wurden, belief sich die tatsächliche Barzahlung am Ende auf lediglich 42 Millionen Mark. Der erst im April 1931 von der Stadtverordnetenversammlung ins Amt gewählte Oberbürgermeister Heinrich Sahm bezeichnete die Transaktion in einer Pressekonferenz als „kein sehr günstiges Geschäft“, zu dem die Stadt aber „durch äußere Umstände gezwungen“ sei. Die SPD, die 10 von 18 Magistratsmitgliedern stellte, begründete ihre trotz „schwerster grundsätzlicher und finanzieller Bedenken“ erfolgte Zustimmung zu der Vorlage damit, dass die Stadt andernfalls keine Erwerbslosenunterstützung und keine Gehälter mehr auszahlen könne.
Bei der Betriebsratswahl Anfang März 1933 erhielt die Liste der NSBO bei der Bewag nur zwei Prozent der Stimmen. In der Folge wurde der gewählte Betriebsrat von der Polizei aufgelöst; viele politisch missliebige Beschäftigte wurden aus dem Unternehmen gedrängt und durch Nazis ersetzt. Am 1. Januar 1934 wurden die Berliner Kraft- und Licht-Aktiengesellschaft (Bekula) und die Bewag fusioniert. Das Vermögen der Bewag ging damit auf die Bekula über. Nach der Verschmelzung hieß das Unternehmen Berliner Kraft- und Licht (Bewag)-Aktiengesellschaft. 1945 bezifferte sich bei Kriegsende der Schaden an den Anlagen der Bewag auf 180 Millionen Mark. Dennoch war Berlin im Mai 1945 nur für einen Tag komplett ohne Strom. Bis zum 1. August 1945 wurde die Energieversorgung in der gesamten Stadt wiederhergestellt. Gleichzeitig versuchte der neue Magistrat, die Situation nach Kriegsende auszunutzen, um die Bewag wieder vollständig unter die Kontrolle der Stadt zu bringen, was jedoch nicht gelang. Bis Ende 1946 wurden rund 2000 Angestellte der Bewag entlassen, weil sie Mitglieder der NSDAP oder einer ihrer Organisationen gewesen waren.
Die Spaltung Berlins in der zweiten Hälfte der 1940er Jahre führte auch zur Teilung der Bewag. Im Jahr 1948 verbot die sowjetische Zentralkommandantur, die dem Bewag-Vorstand die Vernachlässigung der Kraftwerke Klingenberg und Rummelsburg sowie die systematische Verlagerung wichtiger Abteilungen und Unterlagen aus der Bewag-Hauptverwaltung in der Luisenstraße in den Westteil der Stadt vorwarf, den Vorstandsmitgliedern Wissell und Strassmann ihre Tätigkeit im Ostsektor der Stadt. Hans Witte, ebenfalls Vorstandsmitglied, trat zurück und wurde zum kommissarischen Leiter der Ost-Berliner Betriebe berufen. Damit verlor die Bewag die Kontrolle über die Unternehmensteile im Ostteil der Stadt und damit 40 % ihrer Kunden. Seit Dezember 1948 existierten de facto getrennte Verwaltungen der Bewag im Westen und im Osten der Stadt. Die Geschäftsräume der West-Bewag wurden in das Shell-Haus in Tiergarten verlegt. Die West-Berliner Bewag war alleiniger Rechtsnachfolger des Unternehmens, obwohl im Ostteil der Stadt ein eigenständiges Energieversorgungsunternehmen mit gleichem Namen gegründet und ins dortige Handelsregister eingetragen wurde. Die Energieversorgung Ost-Berlins wurde im Jahr 1990 von der Treuhandanstalt übernommen und in EBAG, Energieversorgung Berlin AG, umbenannt und in der Folge des Stromvergleichs mit der West-Berliner Bewag verschmolzen.
Von 1952 bis 1994 betrieb die Bewag das Stromnetz des ehemaligen West-Berlins als Inselnetz nach UCTE-Kriterien, wofür der Bau zahlreicher Kraftwerke im Stadtgebiet nötig war. Im ehemaligen Kraftwerk Steglitz betrieb die Bewag von Oktober 1986 bis Ende 1994 Jahre einen Akkumulator mit Bleisäure-Batterien (17 MW, ca. 14 MWh, ca. 12 Millionen Euro) zur Überbrückung von Lastspitzen. Am 7. Dezember 1994 beendete Berlin durch die Inbetriebnahme der Verbundleitung Berlin-Wolmirstedt den Inselnetzbetrieb.
Bis 1997 hielt das Land Berlin mit zuletzt 50,8 % die Mehrheit der Anteile an der Bewag. Das Unternehmen wurde an ein Konsortium aus Veba und Viag, die schon vorher Bewag-Anteile besaßen, mit dem US-Konzern Southern Energy Inc. (Atlanta) verkauft. Nach der Fusion von Veba und Viag zu E.ON wurde der gemeinsame Anteil von insgesamt 49,9 % zum Januar 2001 an die Vattenfall-Tochter HEW verkauft. Im Dezember 2001 verkaufte schließlich Southern Energy, nun unter dem Namen Mirant, seine Bewag-Anteile von zuletzt 44,8 % an Vattenfall.
Die Bewag wurde an der Börse immer unter ihrem „offiziellen“ Namen Bekula geführt, bis sie im Jahr 2003 vollständig von Vattenfall gekauft und vom Börsenzettel gelöscht wurde.

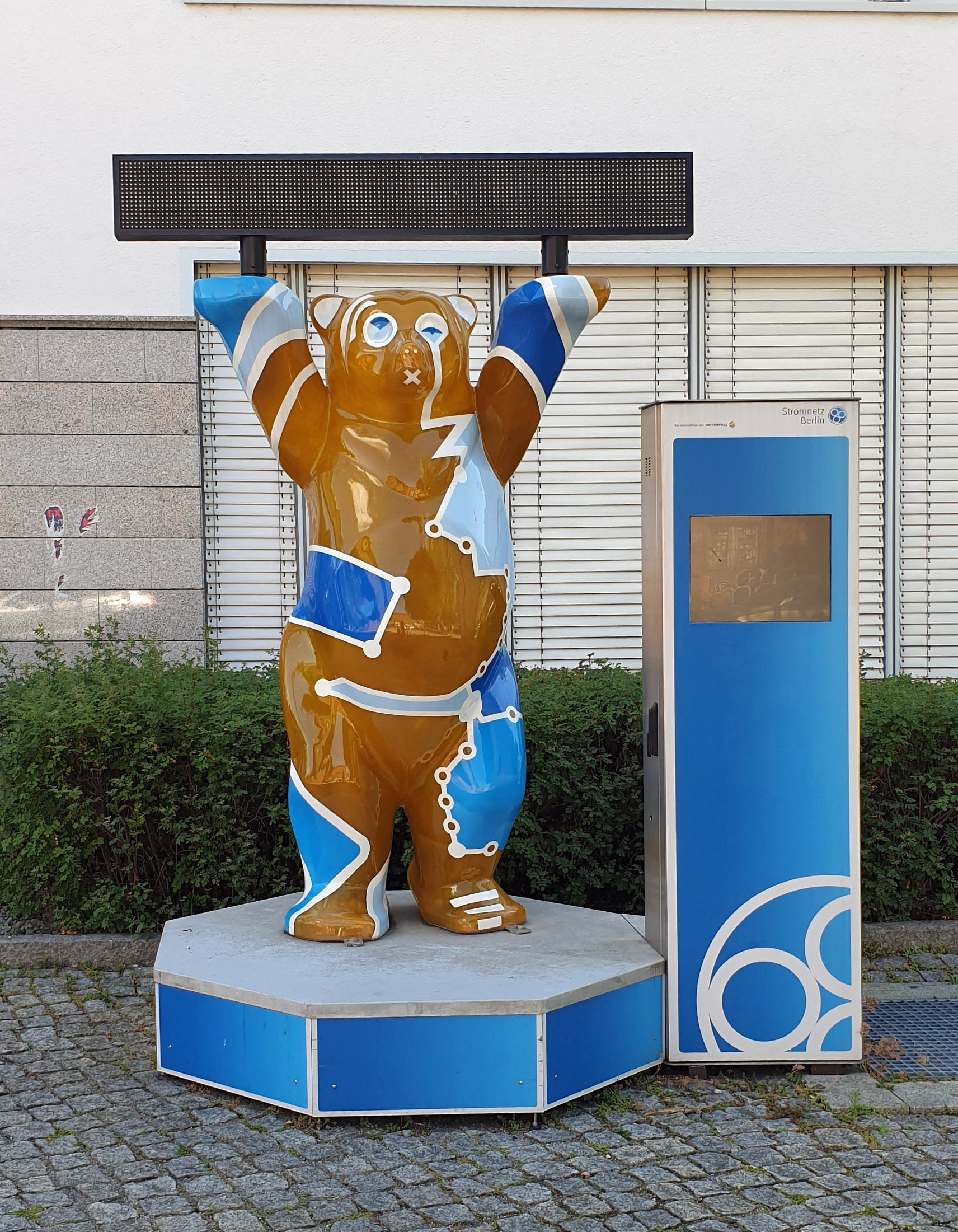
Buddy Bär Stromnetz vor der Hauptverwaltung in Alt-Treptow

Am 3. Dezember 2002 vereinbarte das Land Berlin mit der Vattenfall Europe, der früheren HEW, die Verschmelzung der bestehenden Bewag in die Vattenfall Europe und die Ausgliederung des operativen Geschäfts in eine Bewag Aktiengesellschaft & Co. KG. Zugleich gab Vattenfall Beschäftigungsgarantien bis 2007 und sicherte zu, den Sitz der Vattenfall Europe bis 2010 und den der Bewag bis 2018 in Berlin zu belassen.
Die Bewag wurde am 1. Januar 2006 in Vattenfall Europe Berlin AG & Co. KG umbenannt und sodann aufgeteilt. Im April 2006 wurde der Betrieb des Stromnetzes in zwei Gesellschaften abgespalten, das lokale Verteilnetz in die Vattenfall Europe Distribution Berlin, das Übertragungsnetz in die Vattenfall Europe Transmission (heute: 50Hertz Transmission). 2008 wurden Kundenservice und Vertrieb in zwei Gesellschaften mit Sitz in Hamburg abgespalten, Vattenfall Europe Business Services und Vattenfall Europe Sales. Abgespalten wurde auch der Netzservice als Vattenfall Europe Netzservice. 2009 wurde der verbleibende Betriebsteil in die Vattenfall Europe Wärme Aktiengesellschaft umgewandelt und die Vattenfall Europe Berlin aus dem Handelsregister gelöscht.
Nach dem Volksentscheid über die Rekommunalisierung der Berliner Energieversorgung im Jahr 2013 verhandelte der Berliner Senat mit Vattenfall über eine Rekommunalisierung der Energienetze und kaufte die Gesellschaft im Jahr 2021 wieder zurück, die von Vattenfall zuletzt unter dem Namen Stromnetz Berlin GmbH betrieben wurde und den Namen auch weiterhin führt.

## Heiz- und Kraftwerke
| Elektrizitätswerk    | Leistung in MW | Typ                | Primärenergie |
| -------------------- | -------------- | ------------------ | ------------- |
| Reuter West          | 600            | Heizkraftwerk      | Kohle         |
| Lichterfelde         | 450            | Heizkraftwerk      | Erdgas        |
| Charlottenburg       | 295            | Heizkraftwerk      | Erdgas/Erdöl  |
| Wilmersdorf          | 330            | Heizkraftwerk      | Erdöl         |
| Reuter               | 165            | Heizkraftwerk      | Kohle         |
| Klingenberg          | 188            | Heizkraftwerk      | Erdgas/Erdöl  |
| Rudow (bis 2004)     | 140            | Heizkraftwerk      | Kohle         |
| Moabit               | 240            | Heizkraftwerk      | Kohle/Erdöl   |
| Mitte                | 630            | Heizkraftwerk      | Erdgas/Erdöl  |
| Marzahn              | 260            | Heizkraftwerk      | Erdgas        |
| Oberhavel (bis 2002) | 2 × 100        | Heizkraftwerk      | Kohle         |
| Buch                 | 5              | Heizkraftwerk      | Erdgas/Erdöl  |
| Block Köpenick       | 50             | Blockheizkraftwerk | Erdgas/Erdöl  |

## Leitungen
Das Übertragungsnetz der Bewag ist zum größten Teil erdverkabelt. Zwei der wenigen Drehstromfreileitungen verlaufen vom Umspannwerk Reuter bzw. Heizkraftwerk Reuter bis zur Stadtautobahn (Betriebsspannung 380 kV und 110 kV). Von der Stadtautobahn zum 380-kV-Umspannwerk Mitte führt das älteste 380-kV-Drehstromkabel in Deutschland (1977 verlegt).

## Vorstandsvorsitzende/Direktoren (Auswahl)
Städtische Electricitäts-Werke
- 1884/85: keine Besetzung
- 1885–1887: Hugo Landau

Berliner Elektricitäts-Werke
- 1887/88: Hugo Landau
- 1888–1890: Ludwig Delbrück
- 1887–1915: Hugo Landau

Städtische Elektrizitätswerke Berlin
- 1915–1923: keine Besetzung

Berliner Städtische Elektrizitätswerke Akt.-Ges. (Bewag)
- 1923–1935 (†): Martin Rehmer
- ab 1924: Johannes Adolph
- 1935–1938 (†): Carl Krecke
- Rudolf Wissell